# Weronika Falkowska
Weronika Falkowska (nació en Warsaw, Polonia el 17 de junio de 2000) es una tenista profesional polaca.
Falkowska tiene un ranking de individuales WTA más alto de su carrera, No. 240, logrado el 9 de enero de 2023. También tiene un ranking WTA más alto de su carrera, No. 83 en dobles, logrado el 28 de agosto de 2023.

## Títulos WTA (0; 0+0)

### Dobles (0)
| Leyenda              |
| -------------------- |
| Grand Slam (0)       |
| Juegos Olímpicos (0) |
| WTA Finals (0)       |
| WTA 1000 (0)         |
| WTA 500 (0)          |
| WTA 250 (0)          |

#### Finalista (1)
| No. | Fecha               | Torneo   | Superficie | Pareja          | Oponentes en la final           | Resultado |
| 1.  | 30 de julio de 2023 | Varsovia | Dura       | Katarzyna Piter | Heather Watson Yanina Wickmayer | 4-6, 4-6  |

## Títulos WTA 125s

### Dobles (3–1)
| Resultado | Fecha                  | Torneos  | Superficie    | Pareja          | Oponentes                            | Resultado        |
| --------- | ---------------------- | -------- | ------------- | --------------- | ------------------------------------ | ---------------- |
| Campeona  | 4 de diciembre de 2022 | Andorra  | Dura (i)      | Cristina Bucșa  | Angelina Gabueva Anastasia Zakharova | 7–6(4), 6–1      |
| Campeona  | 5 de febrero de 2023   | Cali     | Tierra batida | Katarzyna Kawa  | Kyoka Okamura Xiaodi You             | 6-1, 5-7, [10-6] |
| Finalista | 25 de junio de 2023    | Gaiba    | Césped        | Katarzyna Piter | Han Na-lae Jang Su-jeong             | 3-6, 6-3, [6-10] |
| Campeona  | 27 de julio de 2024    | Varsovia | Dura          | Martyna Kubka   | Céline Naef Nina Stojanović          | 6–4, 7–6(5)      |